# Polska
Polska (język polski eller polszczyzna) är ett västslaviskt språk talat i Polen. Med 40,3 miljoner talare är det det näst största slaviska språket. Polska talas förutom i Polen, där det är officiellt språk, även av betydande minoriteter i Belarus, Litauen, Ukraina, Tyskland och USA. Det skrivs med det polska alfabetet, en variant av latinska alfabetet.

## Grammatik
Polska är liksom andra slaviska språk i hög grad flekterande. Nominalsystem äger tre genus och böjs i sju kasus. Liksom i andra slaviska språk görs en grundläggande skillnad mellan imperfektiv och perfektiv aspekt i verben. Grundordföljden är SVO.

## Ortografi

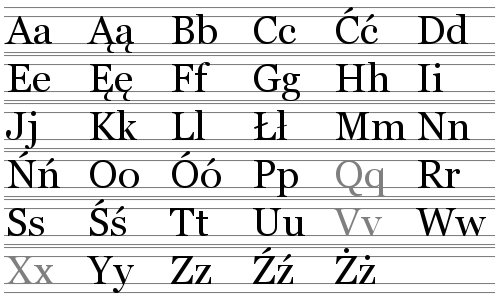
Polska bokstäver.

Det polska alfabetet är ett modifierat latinskt alfabet med de extra skrivtecknen ą, ć, ę, ł, ń, ó, ś, ź och ż. Bokstäverna q, v och x används bara i lånord. Endast ett tiotal ord inleds med bokstaven h och de flesta förekomster av /x/ stavas ch. Det finns inga ord som inleds med ą, ę och ń.

### Uttal
Alla bokstäver uttalas, med undantag för rz, cz, dz och sz som har egna ljud (se nedan).
Man betonar så gott som alltid den näst sista stavelsen i varje ord (vissa lånord undantagna), även efter böjning.
- Szukam jakiejkolwiek wiadomości o siostrze (jag söker efter vilken nyhet som helst om systern).

Bokstaven "i" följd av en vokal betonas aldrig. Exempel: siedzieć (att sitta) uttalas [ɕɛʥɛʨ] (två stavelser).
Polska språket är mycket rikt på sje-ljud, vilket ofta orsakar svårigheter för studenter. Observera att många ljud saknar svenska motsvarigheter och då blir de svenska analogierna i vissa fall grova förenklingar.
| Bokstav | Uttal | Exempel på polskt ord |
| ------- | --- | --------------------- |
| a       | [a], som i svenska kamrat | atak                  |
| ą       | [ɔ~], som i franskans chanson eller bon | mąka                  |
| b       | [b], i ordslut [p] | Bałtyk                |
| c       | [ʦ], som ts i tsar | cały                  |
| ć, ci   | [ʨ], som ett mjukt tje-ljud med t-förslag, som i engelska chess. | ćma, ciebie           |
| d       | [d], i ordslut [t] | droga                 |
| e       | [ɛ], hårdare än svenska "e", snarare mot "ä" | estetyka              |
| ę       | [ɛ~], nästan som i 'e', följs av 'u', och lite som 'äng' | największe            |
| f       | [f] | fałszywy              |
| g       | [g], i ordslut [k] | gaz                   |
| h, ch   | [x], som i tyska ach | harcerz, chwila       |
| i       | [i] | instalacja            |
| j       | [j] | jakość                |
| k       | [k], oaspirerat | kanapka               |
| l       | [l] | lampa                 |
| ł       | [w], som i engelska work | ładna                 |
| m       | [m] | magiczny              |
| n       | [n] | najwyższy             |
| ń, ni   | [ɲ], som i ryska njet eller som i spanska mañana | dzień, nic            |
| o       | [ɔ], som i svenska borta | oko                   |
| ó       | [u], som i svenska oidentifierad | bóg                   |
| p       | [p], oaspirerat | Polska                |
| q       | [k], i lånord | quiz                  |
| r       | [r] | Rysy                  |
| s       | [s] | strona                |
| ś, si   | [ɕ], ligger lägre ner i tonala frekvensen än ć och motsvarar tje-ljudet i svenska kyrka | śliwka, siekiera      |
| t       | [t], oaspirerat | turyści               |
| u       | [u], som i svenska oidentifierad | umarł                 |
| v       | [v], i lånord | vel                   |
| w       | [v], som i svenska vild, i ordslut [f] | Warta                 |
| x       | [ks], i lånord | xenia                 |
| y       | [ɨ], hårt uttal | mysz                  |
| z       | [z], i ordslut [s] | znają                 |
| ź, zi   | [ʑ], tonande motsvarighet till ś, men inte nära ż | źrebak, zielony       |
| ż, rz   | [ʐ], ljudande lågfrekvent, likheter med franska Jean (Notera: det finns ett litet fåtal undantag då rz uttalas som två ljud, r efterföljt av z, till exempel zamarznąć). Om rz efterföljer en icke-tonande konsonant som i przenosić uttalas det som sz. | żyje, rzeka           |
| ck      | [ʦk], alltid c efterföljt av k, d.v.s kompositören Penderecki uttalas Pen-de-rec-ki och den svenske kriminologen Sarnecki uttalas Sar-nec-ki | Płock                 |
| cz      | [tʂ], något hårdare än ć, ungefär som tsch i rutschkana | czarny                |
| dz      | [dz], tonande motsvarighet till c | dzwonić               |
| dź, dzi | [dʑ], tonande motsvarighet till ć / ci, uttalas som i engelska Jacket | działa                |
| dż      | [dʐ], tonande motsvarighet till cz | dżdżownica            |
| sz      | [ʂ], liknar tyska sch-ljud | szeroka               |

Konsonantkombinationer förekommer sparsamt och uttalas då som två distinkta fonem; samma sak för dubbla bokstäver:
- inny (=annan) uttalas in-ny
- samoobrona (=självförsvar, sammansatt ord) uttalas som samo-obrona
- Anna (kvinnonamn) uttalas som An-na

Exempelfraser:
| Polska W Szczebrzeszynie chrząszcz brzmi w trzcinie I Szczebrzeszyn z tego słynie. Wół go pyta: „Panie chrząszczu, Po cóż pan tak brzęczy w gąszczu?" | IPA [f ʃʧεbʒεʃɨɲε xʃɔ̃ʃʧ bʒmʲi f tʃtɕiɲε] [i ʃʧεbʒεʃɨn s t̪εgɔ swɨɲε] [vuw gɔ pɨta paɲε xʃɔ̃ʃʧu] [pɔ ʦuʃ pan tak bʒεn̺ʧɨ v gɔ̃ʃʧu] | Svensk översättning I staden Szczebrzeszyn ljuder en skalbagge i vassen Och det är därav som Szczebrzeszyn är så känd. En oxe frågar honom: "Herr skalbagge, Varför ljuder Ni så i busken?” |

Fler exempel:
- Przybieżeli do Betlejem pasterze (=julsång: herdarna skyndade till Betlehem)
- Trzeba się szczepić (=man måste vaccinera sig)

## Språkhistoria

### Påverkan från andra språk
I polska språket har i olika tider infogats utländska ord, ofta med modifiering. Tydligaste inverkan kommer från:
- Tyska, till exempel kartofle (potatis), urlop (semester)
- Tjeckiska
- Latin till exempel wademekum (vademecum)
- Italienska till exempel kolacja (kvällsmat - obs annan betydelse!), pomidor (tomat)
- Franska till exempel prestiż (prestige)
- Ryska
- Engelska, till exempel sweter (ylletröja)
- Ukrainska, mest i de östra dialekterna.

Bland de grammatiska konstruktionerna kan man även hitta påverkan från de latinska språken.
Det är inte ovanligt med både fonetiska (ljudhärmande) lån och översättningslån.
- Telewizor (TV-apparat)
- Komputer
- Samochód (själv-gång = [auto|mo]bil)
- Szopen - den polske tonsättarens Frédéric Chopin (fransk version) originalnamn
- Szekspir - förpolskning av William Shakespeare

## Dialekter
Under 1900-talet har en aktiv språkpolitik förts som ett led i en strävan att bygga upp en gemensam polsk identitet. Denna har medvetet missgynnat de olika polska dialekterna, i synnerhet inom skolväsende och i media, till fördel för "język literacki/kulturalny" (litteratur-/kulturspråk).
Man kan urskilja bland andra dessa dialekter:
- Storstadsslang från till exempel Warszawa, Poznań, Lwów, Wilno.
Not: polska ortnamn används här istället för ukrainskt Lviv och litauiskt Vilnius då det rör sig om dialekter som talades av polsk befolkning när städerna var under polsk administration. Efter andra världskriget förflyttades befolkningen huvudsakligen till Polens västra delar som övertogs från Tyskland, exempelvis till städerna Wrocław, Zielona Góra och Szczecin. Dessa dialekter finner man således hellre hos den äldre befolkningen inom Polens gränser än i Lviv eller Vilnius.
- Östra dialekterna, hos de polska folkgrupperna härstammande från nuvarande Ukraina, Belarus och Litauen
- Śląski-dialekten
- Wielkopolski-dialekten
- Małopolski-dialekten
- Mazowiecki-dialekten

Observera att kasjubiska är ett eget språk, och inte en polsk dialekt.

## Vanliga polska fraser
| Svensk fras            | Polsk fras                                                                      | Fonetisk skrift                                                                              | Uttal  | Noter                                        |
| ---------------------- | ------------------------------------------------------------------------------- | -------------------------------------------------------------------------------------------- | ------ | -------------------------------------------- |
| Polska språket         | język polski, polszczyzna                                                       | [ˈjɛ̃zɨk ˈpɔlskʲi] [pɔlˈʃʧɨzna]                                                               | lyssna |                                              |
| Hej och hejdå          | cześć                                                                           | [ˈʧɛɕʨ]                                                                                      | lyssna | Används både som hej och som hejdå           |
| Goddag, godmorgon      | dzień dobry                                                                     | [ˌʥɛɲ ˈdɔbrɨ]                                                                                | lyssna | ordagrant god dag                            |
| Adjö, på återseende    | do widzenia                                                                     | [dɔvʲiˈʣɛɲa]                                                                                 | lyssna |                                              |
| Godnatt                | dobranoc                                                                        | [dɔˈbranɔʦ]                                                                                  | lyssna |                                              |
| Var så god; var vänlig | proszę                                                                          | [ˈprɔʃɛ]                                                                                     | lyssna |                                              |
| Var så god             | proszę bardzo                                                                   | [ˌprɔʃɛ ˈbarʣɔ]                                                                              | lyssna |                                              |
| Det var så lite        | nie ma za co                                                                    | [ˌɲɛmaˈzaʦɔ]                                                                                 | lyssna | Som svar på tack så mycket / dziekuje bardzo |
| Tack (så mycket)       | dziękuję (bardzo)                                                               | [ʥɛŋˈkujɛ] (['barʣɔ])                                                                        | lyssna |                                              |
| Den/det här            | m: ten f: ta n: to                                                              | [tɛn] [ta] [tɔ]                                                                              | lyssna |                                              |
| Den/det andra          | m: tamten f: tamta n: tamto                                                     | [ˈtamtɛn] [ˈtamta] [ˈtamtɔ]                                                                  | lyssna |                                              |
| Hur mycket?            | ile?                                                                            | [ˈilɛ]                                                                                       | lyssna |                                              |
| Svenska språket        | język szwedzki                                                                  |                                                                                              |        |                                              |
| Engelska språket       | język angielski                                                                 | [ˈjɛ̃zɨk aŋʲˈgʲɛlskʲi]                                                                        |        |                                              |
| Ja                     | tak                                                                             | [tak]                                                                                        | lyssna |                                              |
| Nej                    | nie                                                                             | [ɲɛ]                                                                                         | lyssna |                                              |
| Jag förstår inte.      | Nie rozumiem.                                                                   | [ɲɛrɔˈzumʲɛm]                                                                                | lyssna |                                              |
| Var finns badrummet?   | Gdzie jest łazienka?                                                            | [ˌgʥɛ jɛst waˈʑɛŋka]                                                                         | lyssna |                                              |
| Skål! och Prosit!      | Na zdrowie!                                                                     | [na ˈzdrɔvʲɛ]                                                                                | lyssna | ordagrant: “för hälsan”                      |
| Talar ni engelska?     | Czy mówi Pan po angielsku? Czy mówi Pani po angielsku? Czy mówisz po angielsku? | [ʧɨ ˈmuvʲi ˈpan pɔ aŋʲˈgʲɛlsku] [ʧɨ ˈmuvʲi ˈpaɲi pɔ aŋʲˈgʲɛlsku] [ʧɨ ˈmuvʲiʃ pɔ aŋʲˈgʲɛlsku] | lyssna | Pan – herr; Pani – fru;                      |
| Vad är det här?        | Co to jest?                                                                     | [ˈʦɔ tɔ jɛst]                                                                                | lyssna |                                              |
| Välkommen till Polen!  | Witamy w Polsce                                                                 | [vʲiˈtamɨ ˈfpɔlsʦɛ]                                                                          | lyssna |                                              |
| Jag älskar dig         | Kocham cię                                                                      | [ˈkɔxam ʨɛ]                                                                                  | lyssna |                                              |